# Georges Rayet

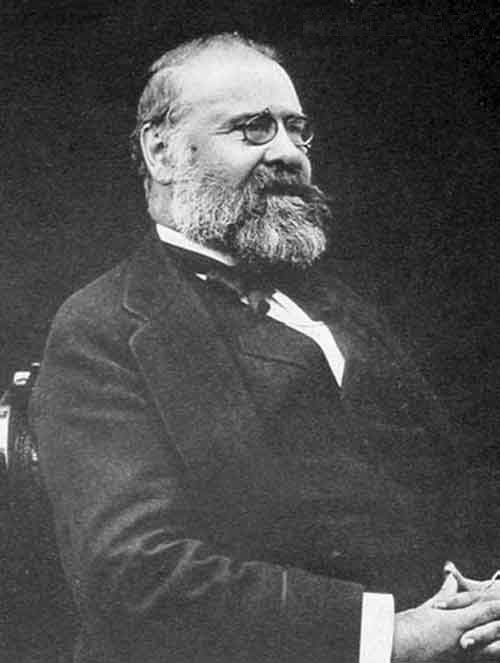
Georges Antoine Pons Rayet

Georges Antoine Pons Rayet (* 12. Dezember 1839 in Bordeaux; † 14. Juni 1906 ebenda) war ein französischer Astronom.
Rayet arbeitete 1863 zunächst am Pariser Observatorium. 1878 gründete er das Observatoire de Bordeaux und leitete es bis zu seinem Tod. Nach ihm sind die Wolf-Rayet-Sterne benannt. Er war seit 1892 korrespondierendes Mitglied der Académie des sciences.
Der Mondkrater Rayet ist nach ihm benannt.